# ريمي لانج
ريمي لانج (بالفرنسية: Rémi Lange)‏ هو كاتب سيناريو ومخرج فرنسي، ولد في 4 فبراير 1969 في جينيفيرس في فرنسا.

## وصلات خارجية
- ريمي لانج على موقع IMDb (الإنجليزية)
- ريمي لانج على موقع ألو سيني (الفرنسية)
- ريمي لانج على موقع أول موفي (الإنجليزية)
- ريمي لانج على موقع قاعدة بيانات الفيلم (الإنجليزية)
- ريمي لانج على موقع كينوبويسك (الروسية)